# Pic de Nore
Pic de Nore – najwyższy szczyt Montagne Noire, pasma górskiego w południowej części Masywu Centralnego we Francji, o wysokości 1211 m n.p.m.